# Джон Джеффріс
Джон Джеффріс (англ. John Jeffries; 5 лютого 1744 — 16 вересня 1819, Бостон, Массачусетс) — американський лікар, піонер повітроплавання та наукових досліджень атмосфери за допомогою повітряної кулі.

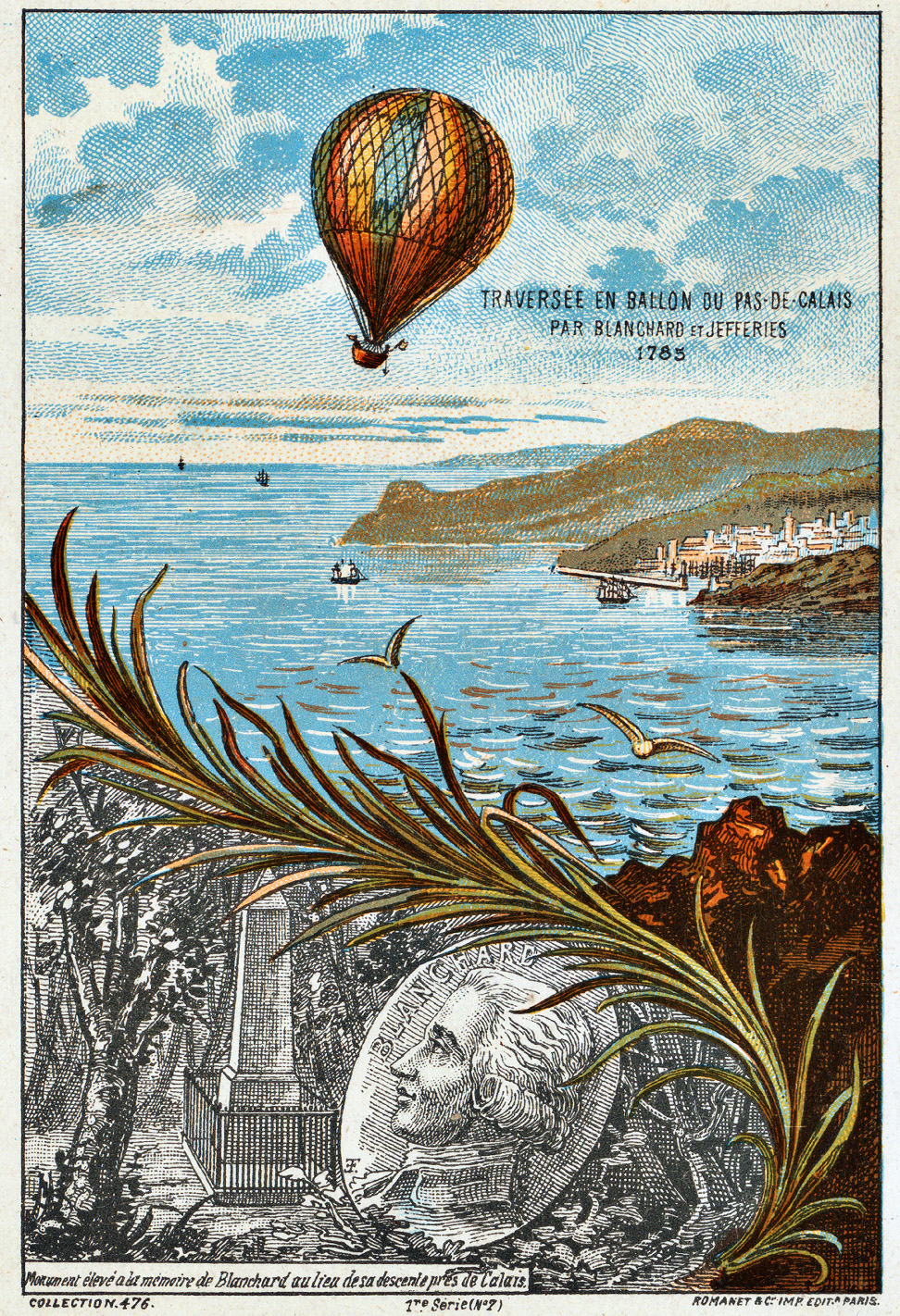
Переліт кулі з Джоном Джеффрісом та П'єром Бланшаром через Ла-Манш

У 1763 році закінчив Гарвардський університет, стажувався в Бостоні та за кордоном; в 1769 році здобув науковий ступінь в Абердинському університеті (Шотландія). Надалі практикував у Бостоні.
З 1771 року служив на британських військових судах і у військових шпиталях. Брав участь у Війні за незалежність США на боці Великої Британії. Після війни працював лікарем в Англії; тоді ж зацікавився можливістю вивчення властивостей атмосфери і вітрів на різних висотах за допомогою повітряних куль.

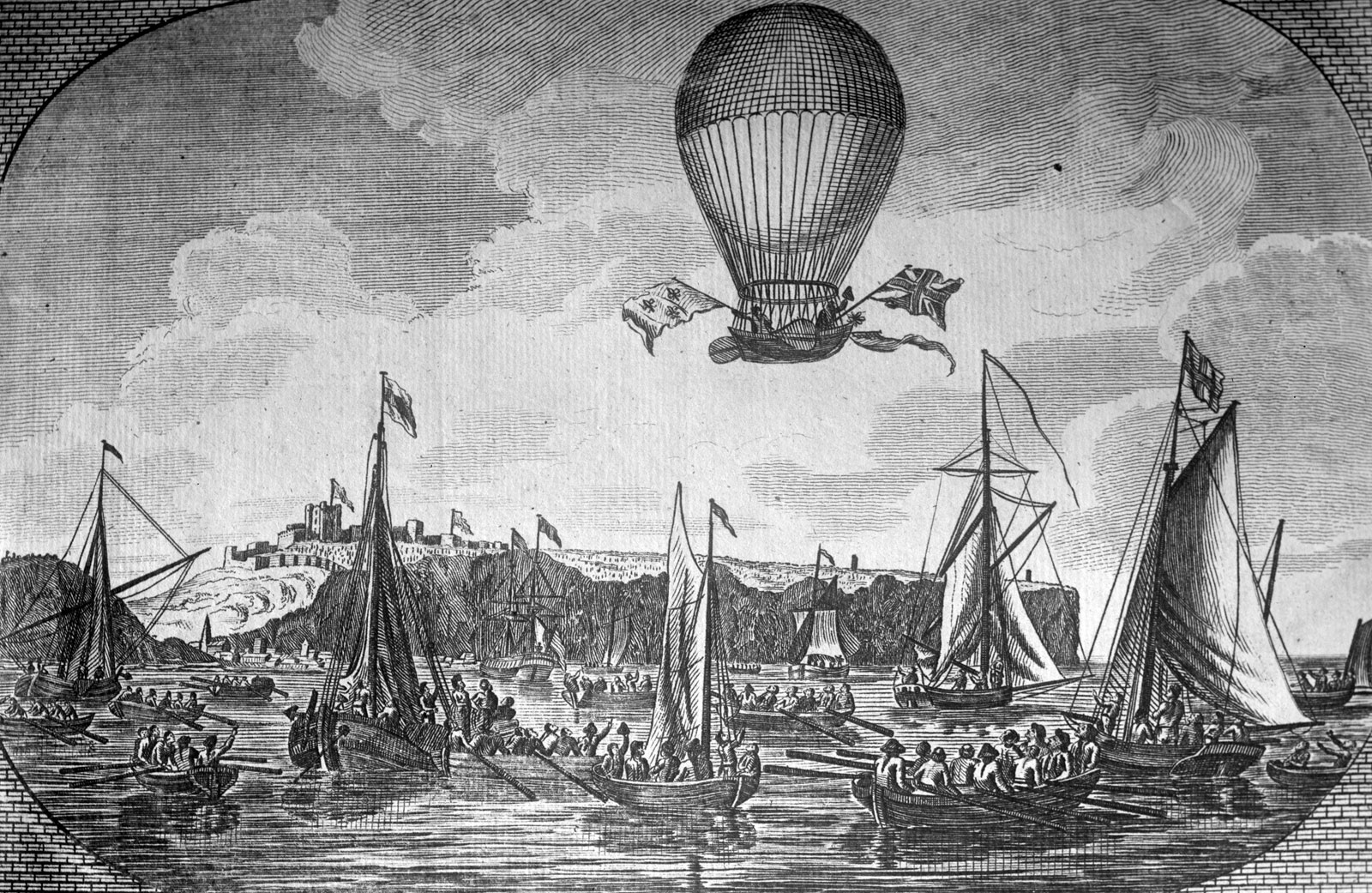

Здійснив два польоти на повітряній кулі з П'єром Бланшаром: перший, нетривалий, 30 листопада 1784 року з Лондона (максимальна висота підйому була 2837 м), другий 7 січня 1785 року — через Ла-Манш, з Дувра в Кале. Останній переліт виявився першим у світі перельотом через Ла-Манш.
Під час польоту оснастив кулі вимірювальними приладами, в тому числі: термометром, барометром, гігрометром.
У 1790 році повернувся в Бостон, де продовжив приватну лікарську практику.